# Myochrous squamosus
Myochrous squamosus är en skalbaggsart som beskrevs av J. L. Leconte 1859. Myochrous squamosus ingår i släktet Myochrous och familjen bladbaggar. Inga underarter finns listade i Catalogue of Life.